# Neofelis
Neofelis es un género de mamíferos carnívoros de la familia de los félidos que incluye dos especies, la pantera nebulosa (Neofelis nebulosa [o leopardo nublado]) de Asia continental y la pantera nebulosa de Borneo (Neofelis diardi [o leopardo nublado de Borneo) Sumatra y Borneo. Esta última fue elevada a la categoría de especie en el 2006, considerándosela antes una subespecie de Neofelis nebulosa.
El nombre científico Neofelis es un compuesto de la palabra griega neo - (νέος) que significa 'joven' y 'nuevo', y la palabra latina fēlēs que significa 'gato'.
Este género se diferencia de otros grandes felinos por su estructura ósea.

## Historia taxonómica
El nombre generico Neofelis fue descrito en 1867 por primera vez por el zoólogo inglés John Edward Gray, como comprendiendo dos especies: Neofelis macrocelis que se mostraría en el Himalaya, en Malaca y en Tailandia, y Neofelis brachyurus que aparecería en la antigua Formosa.
Otro zoólogo ingles: Reginald Innes Pocock reconoció la clasificación taxonómica de Neofelis en 1917, pero admitió solo, la existencia de una única especie, Neofelis nebulosa, con varias subespecies, siendo considerada Felis macrocelis como especie tipo. Sin embargo, F. macrocelis resultó ser sinónimo de F. nebulosa.
Durante casi 90 años, la clasificación de Neofelis como un género monotípico fue ampliamente aceptada. Solo en 2006, se descubrió que Neofelis diardi era suficientemente distinta de su pariente continental, Neofelis nebulosa, y por ello se la clasificó como una especie separada.
Especies
Está conformada por las siguientes especies:
- Neofelis diardi (G. Cuvier, 1823)
- Neofelis nebulosa (Griffith, 1821)

## Distribución y hábitat
Las especies de Neofelis se extienden desde Nepal y Sikkim (un estado en la parte nororiental de India), hacia el sureste de China y Hainan. Yendo hacia el sureste hasta Myanmar, Annam, la Península de Malaca, y la parte que sigue hacia el sur: La zona peninsular de Malasia, Sumatra, [[Java[[ y Borneo. Están más estrechamente asociadas con la selva tropical primaria siempre verde (perenne), pero también utilizan otros tipos de hábitat de similar contexto natural. Se han realizado avistamientos de estos animales en bosques secundarios y aun talados, así como en pastizales y matorrales. En las estribaciones del Himalaya, se ha comprobado su existencia hasta los 1,450 m .de altitud.